# Parque Silva Porto
O Parque Silva Porto, usualmente conhecido por Mata de Benfica, situa-se na freguesia de Benfica, na cidade de Lisboa, Portugal.
Ocupa uma área de cinco hectares. Possui um parque infantil, percursos de arborismo, um parque canino, um café com esplanada, um parque de merendas, um lago, alguns bebedouros e um quiosque Arte Nova.

## História
Em 1880, João Carlos Ulrich mandou plantar um pequeno bosque para embelezar o Palácio da Feteira que comprara em Benfica. Alguns anos após vendeu a propriedade a César Augusto de Figueiredo, que se disponibilizou  em 1911 a oferecer o parque ao Município de Lisboa, para que este fosse acessível a todos os cidadãos.
O arquiteto José Frederico Bravo de Drummond Ludovice em 1953 projeta dois pavilhões bar para o Parque de Monsanto e um pavilhão bar (quiosque) de linhas modernistas para o Parque Silva Porto.
O parque foi baptizado em homenagem ao pintor António da Silva Porto, cujo busto de 1950, da autoria de António Augusto da Costa Motta (sobrinho), se encontra à entrada.

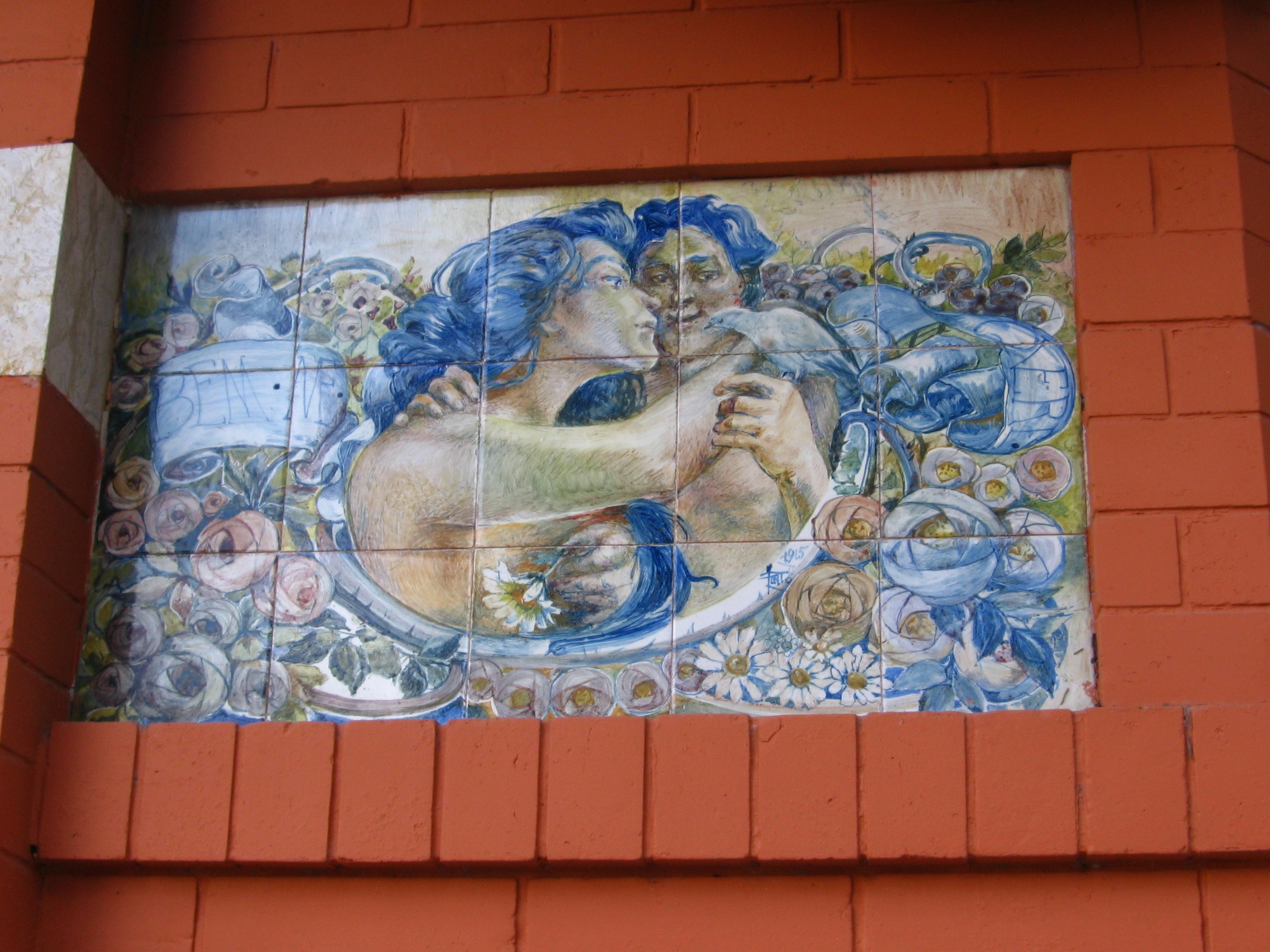
Painel de azulejo «Bem me quer».

## Quiosque
O Quiosque do Parque Silva Porto foi construído em 1916, segundo um projecto (de 1913) do Arquitecto José Alexandre Soares; os painéis de azulejos que o ornamentam são Arte Nova e foram realizados por José António Jorge Pinto, pintor e um dos principais criadores do estilo Arte Nova. Os temas representados pelos painéis são: «Mal me quer», «Bem me quer», «Muito», «Pouco», «Nada», «O Bosque» e «A Caça».
Há em Lisboa mais três quiosques iguais, o quiosque municipal do Cais do Sodré, o quiosque do Poço do Bispo e o quiosque do Jardim Constantino.

## Flora

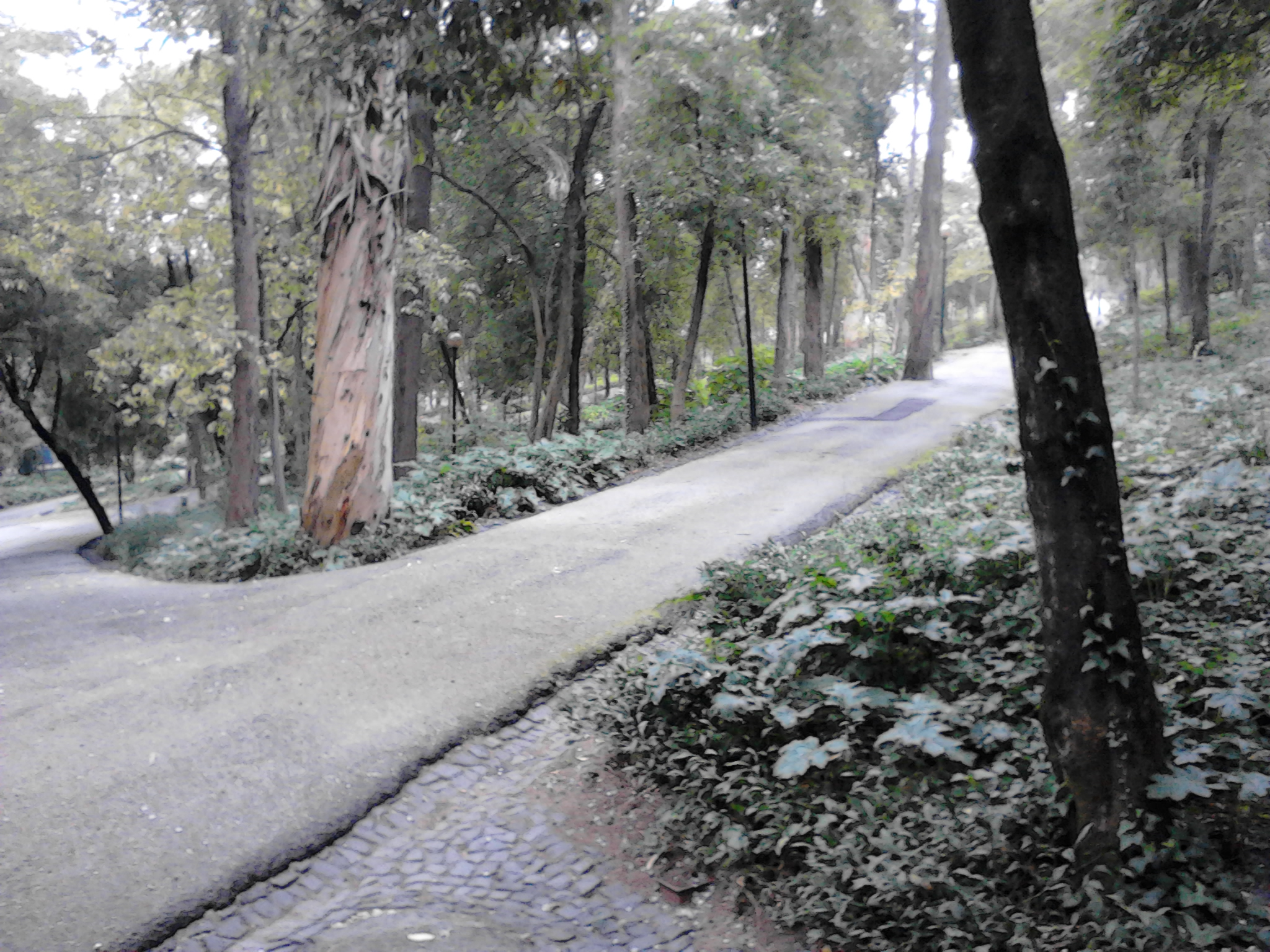
Flora of Parque Silva Porto

O parque está coberto por 22 tipos diferentes de arbustos e árvores, porporcionando uma riqueza inesperada de espécies. As plantas predominantes são o cedro-do-buçaco, o eucalipto, o cipreste, o pinheiro-de-alepo, o pinheiro-manso, o carvalho e o sobreiro.

## Fauna
A fauna do parque é dominada pelas aves, sobretudo chamarizes e pintassilgos. De realçar a presença de rolas, pouco comuns em zonas urbanas e também de esquilos.